# Musique classique russe

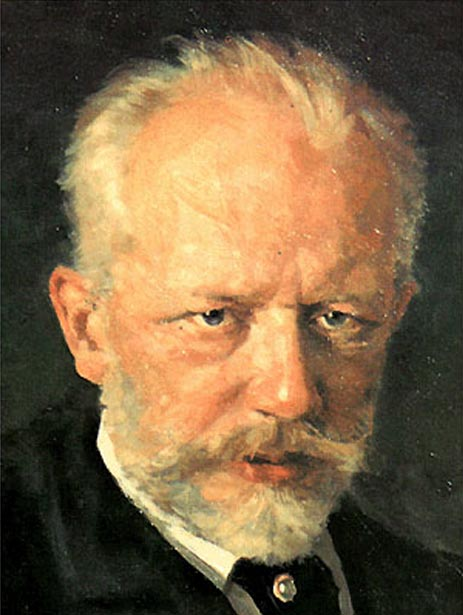
Piotr Ilitch Tchaïkovski (1840-1893).

La musique classique russe est apparue relativement tardivement en Russie. Depuis le XIXe siècle, cependant, elle a connu un 
développement dans tous les genres traditionnels de la musique classique. La Révolution russe de 1917 et le réalisme socialiste soviétique ont amplifié sa singularité et l'ont confrontée à une problématique spécifique.

## Historique

### Origines
Les origines de la musique russe remontent à une période antérieure à la christianisation de la Rus' de Kiev à la fin du premier millénaire. Cependant, la musique savante ne s'est émancipée que lentement de la tutelle religieuse. Contrairement au christianisme romain, le christianisme orthodoxe a montré beaucoup de réticence face à la musique, voire une franche opposition, en particulier à l'endroit de la musique instrumentale. Dans un premier temps, seule la musique vocale est encouragée. De ce fait, la musique russe a connu un développement différent de la musique européenne occidentale.

#### XVIIesiècle

##### De la monophonie à la polyphonie
Depuis le XVIIe siècle, la musique instrumentale est victime d'un profond désamour de l'Église orthodoxe. En 1648, dans une atmosphère de troubles publics (« révolte du Sel », « révolte des estaminets », pogroms antipolonais et antijuifs) et sous la pression religieuse, un oukaze du tsar Alexis Mikhaïlovitch interdit la musique, les jeux, les chansons et les spectacles. On chassa les musiciens hors des villes et l'on brisa leurs instruments. « Partout où l'on trouverait des domras, des sournas, des goudki des gousli, des masques, et toutes sortes d'instruments de musique, il faut les faire tous saisir, puis briser et brûler ces objets diaboliques. Et quant aux gens qui ne renonceraient pas après cela à leurs actions impies, il faut les faire bastonner ». Selon l'oukase, la musique (populaire) est en concurrence avec la religion et conduit à l'ivrognerie et à l'obscénité. « La cloche a été et reste le seul instrument non vocal de la liturgie russe. »
En 1652 cependant, un petit groupe de moines fut transféré de Kiev à Moscou pour s'y installer. Cet événement marque le premier contact de la Moscovie avec la notation et le style musical occidental et provoque une vague de compositions (polyphonies chorales) nouvelles.
En 17 octobre 1672, la Comédie d’Artaxerses est le premier opéra à avoir été joué sur la scène moscovite, au grand plaisir du tsar. Celui-ci avait pourtant autorisé les parties instrumentales avec la plus grande réticence. Un second opéra, Judith, suit en 1673, puis le rythme s’accélère. En 1673 encore, on donne un opéra-ballet Orphée et Eurydice (dont l’auteur était peut-être Heinrich Schütz).
Apparaît alors Nikolaï Diletski (Kiev, 1630 - Moscou, après 1681), le premier « compositeur russe » dont on ait quelques traces. Sa production musicale est assez réduite ; il est surtout connu pour son Idée de la grammaire musicale, dont il fut tiré quatre éditions (la première en polonais). Selon le musicologue Vladimir Protopopov, cet ouvrage est le plus important de l'époque sur le plan théorique. Tenant école, Diletski a formé une génération de compositeurs. Le plus célèbre d'entre eux est Vassili Titov (1650 - 1710/1715), à qui l'on doit, entre autres, le Concerto en l'honneur de la bataille de Poltava, une œuvre profane.

##### Lekant
Le kant (en russe кант, du latin cantus) est une forme paraliturgique du chant a cappella et représente l’autre voie de l’occidentalisation de la musique russe. Influencés par le choral allemand, ils permettent le passage de la musique sacrée à la musique profane. Les kanty se présentent d’abord sous forme polyphonique avant de se transformer en mélodie accompagnée. De même, leur thématique, d’abord religieuse, devient patriotique et sous Pierre le Grand en panégyriques des victoires militaires, puis se laïcise complètement avant de devenir une partie du folklore citadin. Selon Felix Roziner, « le kant est considéré comme le baroque russe en musique ».

### XIXesiècle
Les nombreux groupes ethniques vivant en Russie possèdent des traditions folkloriques très variées. La musique russe du XIXe siècle est caractérisée par l’existence de deux courants musicaux : celui représenté par le compositeur Mikhaïl Glinka et ses successeurs, dont le Groupe des Cinq, qui ont inclus des éléments folkloriques et religieux dans leurs compositions et la Société de musique russe dirigée par Anton et Nikolaï Rubinstein aux accents plus traditionnels. La tradition du romantisme tardif incarnée par Tchaïkovski ou encore Rimski-Korsakov (bien qu’également successeur de Glinka), fut prolongée au XXe siècle par Serge Rachmaninov, l’un des derniers grands compositeurs de musique romantique.

### XXesiècle

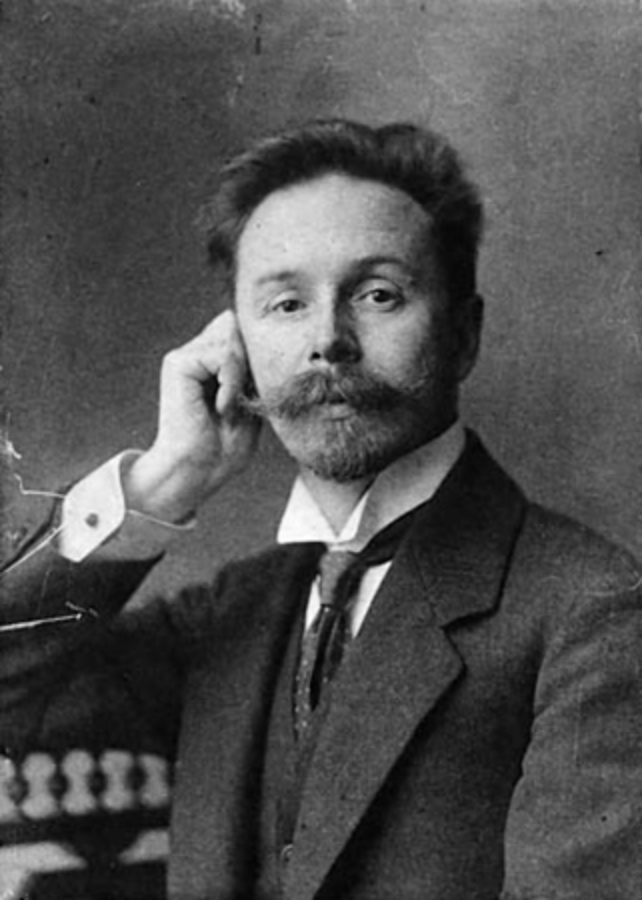
Alexandre Scriabine

Les compositeurs du XXe siècle de renommée mondiale comprennent Alexandre Scriabine, Igor Stravinsky, Serge Rachmaninov, Aram Khatchatourian, Serge Prokofiev et Dmitri Chostakovitch. À l’époque soviétique, la musique décrétée officielle, sous surveillance constante du régime, devait respecter les normes idéologiques du réalisme socialiste pour éduquer les masses populaires, et ne devait pas être influencée, selon la propagande officielle, « par la décadence bourgeoise » en produisant une musique formaliste. Les conservatoires de Russie ont engendré des générations de solistes de renommée mondiale. Parmi les plus connus figurent les violonistes David Oïstrakh et Gidon Kremer, le violoncelliste Mstislav Rostropovitch, les pianistes Vladimir Horowitz, Sviatoslav Richter et Emil Guilels et la cantatrice Galina Vichnevskaïa.